# Schloss Lühburg

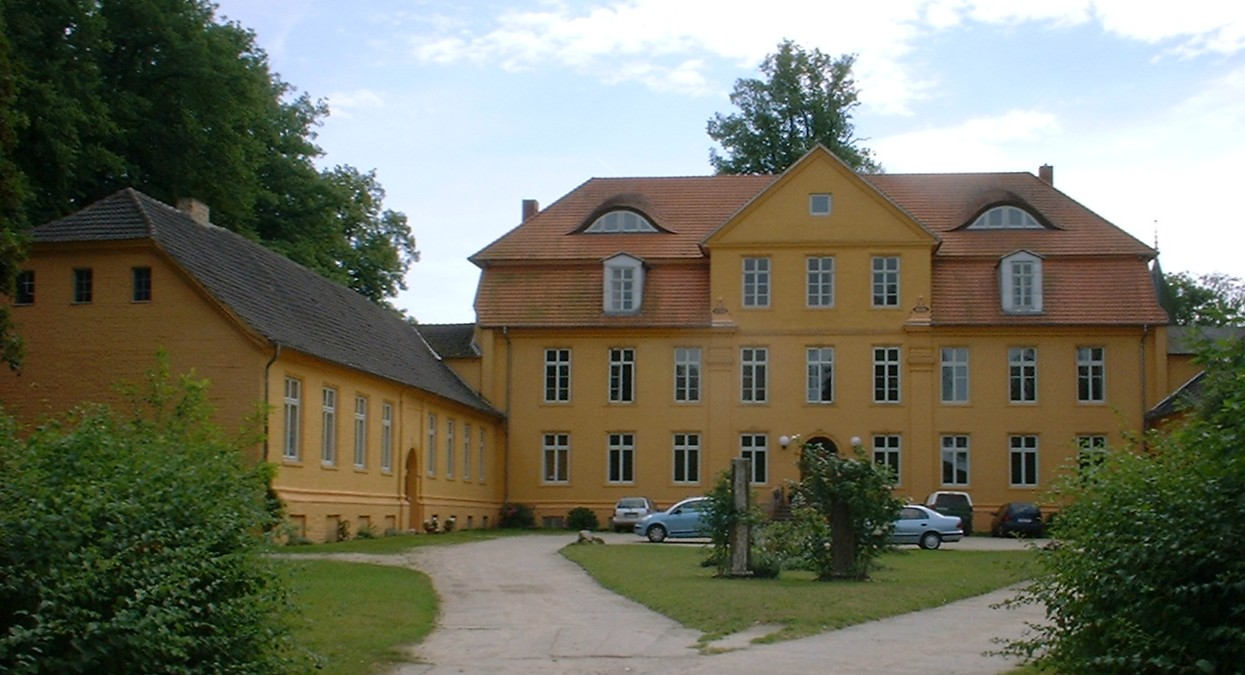
Das Herrenhaus Lühburg in Lühburg

Das Schloss Lühburg in Lühburg ist ein im ersten Drittel des 18. Jahrhunderts gestaltetes Herrenhaus, das sich schon im Mittelalter im Besitz des Adelsgeschlechtes Bassewitz befand. Seine Dreiflügelanlage im Stil des Barock gilt als älteste ihrer Art in Mecklenburg.

## Geschichte
Das Gut Lühburg und mit ihm die Güter Dalwitz und Prebberede standen bereits zu Anfang des 14. Jahrhunderts im Besitz des Adelsgeschlechtes Bassewitz. Ende des 16. Jahrhunderts sind als Gutsherren Kuno Wolffrath von Bassewitz und dann sein Sohn Lüdecke von Bassewitz namhaft. Mehr als fünf Jahrzehnte später wurde Lühburg während des Dreißigjährigen Krieges nahezu vollkommen vernichtet.
Um 1725 bis 1730 ließ Ludolph Friedrich von Bassewitz auf dem Grundstück das bis heute erhaltene Schloss errichten. Dabei entstanden ein Haupthaus mit zwei Stockwerken und einem höheren, giebelgekrönten Mitteltrakt und seitlich angrenzend zwei eingeschossige Kavalierhäuser. Von der Entstehungsgeschichte des Hauses hat sich zudem die im Treppenhaus installierte historische Steintafel mit Inschrift  erhalten.
1782 oder 1783 verkaufte der Landrat Joachim Ludolph von Bassewitz seine gesamten um Lühburg gelegenen Güter. Käufer von Lühburg mit Basse und Repnitz im Amt Gnoien wurde der Jägermeister David Splittgerber, der auch Gottesgabe erwarb. Nur wenige Jahre später ging der gesamte Besitz 1788 an Friedrich Carl Graf von Schlieben über. Dem „Viro illvstrissimo generosissimo Carolo comiti de Schlieben / maecenati svo gratiosissimo“ widmete der angehende Arzt Karl Wächter seine 1793 an der Universität Rostock in lateinischer Sprache vorgelegte Dissertation Sistens Observationvm Medicinalivm Satvram, bevor Wächter kurzzeitig in Lühburg praktizierte.
1811 wurde Lühburg gemeinsam mit Basse und Gottesgabe Eigentum der Gräfin von Hardenberg, Gattin des Staatsministers Graf von Fürstenheim, also die Caroline Adelheid Christine Julie Eleonore von Hardenberg (1784–nach 1809), älteste Tochter des August Wilhelm Karl von Hardenberg.
Ab 1818 verzeichnete der Mecklenburgische Staatskalender Johann Christian Wächter als Eigentümer des Lühburger Gutes. Ab 1840 wird dort der Landdrost Christian Friedrich Anton von Drenckhahn als Besitzer genannt, ab 1844 Baron Schimmelpenning von der Oye und ab 1849 Carl Friedrich Amand Strömer.
Erst 1858 gelangte Lühburg durch Kauf von Heinrich Ludwig Graf von Bassewitz-Dallwitz (1831–1911) wieder in den Besitz des Adelsgeschlechtes Bassewitz. Er war Senioratsherr auf Wohrenstorf, Gutsherr auf Dalwitz, Stierow, Stechow, Basse, Strietfeld mit Repnitz, und eben auf Lühburg. Heinrich von Bassewitz war mit Charlotte von Bülow-Gudow verheiratet und gab Lühburg im Majorat an seinen ältesten Sohn Gerd von Bassewitz, der mit Viktoria Freiin von Beaulieu-Marconnay eine Familie gründete, das Ehepaar hatte drei Töchter und vier Söhne. Lühburg galt 1928 als Allodialgut mit einer Größe von 664 ha, im Verbund mit dem Fideikommiss Basse. Das hinzugehörige Stechow mit 317 ha war ein Lehngut, Stierow umfasste 490 ha und Striefeld 390 ha. Als Erbe vorbestimmt war damals der zweite Sohn Major Gerd Alexander Wilhelm Ernst Edmund von Bassewitz (1894–1958).
Am Ende des Zweiten Weltkrieges wurde die Familie von Bassewitz aus Lühburg vertrieben. Die Gebäude wurden anschließend von Flüchtlingen bewohnt. In dieser Zeit verschwand die zum großen Teil kultur- und kunsthistorisch wertvolle Einrichtung des Anwesens und wurde gar zum Heizen verwendet.
Während der Zeit der DDR brannte 1966 das Dachgeschoss des Hauses, das anschließend jedoch wieder aufgebaut wurde. Bis 1992 beherbergte das Haus eine Schule, diente als Ortszentrum, war Gemeindebüro und Kulturraum, hielt eine Bibliothek vor und fungierte als Gaststätte. Auch ein Genossenschaftsladen der „Konsum“-Kette sowie ein Kindergarten fanden zeitweilig ihr Unterkommen auf Gut Lühburg.
1992 kaufte der „Prof. Dr. Ing. Heinz Steffen“ das Schloss Lühburg von der Gemeinde. Anschließend wurde das Haus umfangreich restauriert und saniert, wobei das Gebäude wieder weitgehend sein ursprüngliches Aussehen erhielt. Im Inneren wurden etwa zeitgleich Ferienwohnungen und ein Festsaal eingerichtet.
Im Jahr 2010 erwarb Dorothee Calsow, geborene Gräfin von Bassewitz, das vormalige Haus ihrer Urgroßeltern als Wohnsitz für sich und ihre Familie. Teile des Gebäudes werden seitdem als Ferienwohnungen und für Veranstaltungen vermietet.